# Bộ Chính trị Ban Chấp hành Trung ương Đảng Cộng sản Liên Xô khóa XXVI (1981–1986)
Bộ Chính trị Ban Chấp hành Trung ương Đảng Cộng sản toàn Liên Xô khóa XXVI (1981-1986) được bầu tại Hội nghị Trung ương lần thứ nhất của Ban chấp hành Trung ương Đảng Cộng sản Liên Xô khóa XXVI được tổ chức ngày 3/3/1981.

## Ủy viên chính thức
| Tên (sinh – mất)                   | Bắt đầu    | Kết thúc   | Thời gian       | Chức vụ |
| ---------------------------------- | ---------- | ---------- | --------------- | --- |
| Yuri Andropov (1914–1984)          | 3/3/1981   | 9/2/1984   | 5 năm, 3 ngày   | Chủ tịch KGB (1967-1982) Tổng Bí thư Đảng Cộng sản Liên Xô (1982-1984) Chủ tịch Đoàn Chủ tịch Xô viết Tối cao (1983-1984) |
| Leonid Brezhnev (1906–1982)        | 3/3/1981   | 10/11/1982 | 1 năm, 221 ngày | Tổng Bí thư Đảng Cộng sản Liên Xô (1966-1982) Chủ tịch Đoàn Chủ tịch Xô viết Tối cao (1977-1982) |
| Mikhail Gorbachev (sinh 1931)      | 3/3/1981   | 6/3/1986   | 5 năm, 3 ngày   | Phó Chủ tịch Đoàn Chủ tịch Xô viết Tối cao (1970-1989) Chủ tịch Ủy ban Lập pháp Xô viết Tối cao (1979-1984) Bí thư Trung ương Đảng (1978-1991) Tổng Bí thư Đảng Cộng sản Liên Xô (1985-1991)                                                                |
| Viktor Grishin (1914–1992)         | 3/3/1981   | 18/2/1986  | 4 năm, 352 ngày | Bí thư Thành ủy Moscow (1967-1985) Cố vấn cấp cao Nhà nước Đoàn Chủ tịch Xô viết Tối cao (1985-1987) |
| Andrei Gromyko (1909–1989)         | 3/3/1981   | 6/3/1986   | 5 năm, 3 ngày   | Bộ trưởng Bộ Ngoại giao (1957-1985) Chủ tịch Đoàn Chủ tịch Xô viết Tối cao (1985-1988) |
| Andrei Kirilenko (1906–1990)       | 3/3/1981   | 22/11/1982 | 1 năm, 264 ngày | Bí thư Trung ương Đảng (1966-1982) Phó Chủ tịch Đoàn Chủ tịch Xô viết Tối cao (1950-1982) |
| Dinmukhamed Konayev (1912–1993)    | 3/3/1981   | 6/3/1986   | 5 năm, 3 ngày   | Bí thư thứ nhất Đảng Cộng sản Kazakhstan (1964-1986) |
| Arvīds Pelše (1899–1983)           | 3/3/1981   | 29/5/1983  | 2 năm, 87 ngày  | Chủ nhiệm Ủy ban Kiểm tra Trung ương Đảng (1966-1983) |
| Grigory Romanov (1923–2008)        | 3/3/1981   | 1/7/1985   | 4 năm, 120 ngày | Bí thư thứ nhất Tỉnh ủy Leningrad (1970-1983) Phó Chủ tịch Hội đồng Dân tộc Xô viết Tối cao (1966-1989) Phó Chủ tịch Xô viết Tối cao Nga Xô (1975-1990) Bí thư Trung ương Đảng (1983-1986)                                                                  |
| Mikhail Suslov (1902–1982)         | 3/3/1981   | 25/1/1982  | 328 ngày        | Phó Chủ tịch Đoàn Chủ tịch Xô viết Tối cao (1967-1982) Bí thư Trung ương Đảng (1947-1982) |
| Nikolai Tikhonov (1905–1997)       | 3/3/1981   | 15/10/1985 | 4 năm, 226 ngày | Chủ tịch Hội đồng Bộ trưởng Liên Xô (1980-1985) |
| Konstantin Chernenko (1911–1985)   | 3/3/1981   | 10/3/1985  | 4 năm, 7 ngày   | Chủ nhiệm Văn phòng Trung ương Đảng (1965-1982) Trưởng ban Tổng vụ Trung ương Đảng Cộng sản Liên Xô (1965-1982) Bí thư Trung ương Đảng (1976-1985) Tổng Bí thư Đảng Cộng sản Liên Xô (1984-1985) Chủ tịch Đoàn Chủ tịch Xô viết Tối cao Liên Xô (1984-1985) |
| Volodymyr Shcherbytsky (1918–1990) | 3/3/1981   | 6/3/1986   | 5 năm, 3 ngày   | Bí thư thứ nhất Đảng Cộng sản Ukraina (1972-1989) Phó Chủ tịch Đoàn Chủ tịch Xô viết Tối cao (1958-1989) |
| Vitaly Vorotnikov (1926–2012)      | 18/12/1983 | 6/3/1986   | 2 năm, 78 ngày  | Chủ tịch Hội đồng Bộ trưởng Nga Xô (1983-1988) |
| Mikhail Solomentsev (1913–2008)    | 26/12/1983 | 6/3/1986   | 2 năm, 70 ngày  | Chủ tịch Hội đồng Bộ trưởng Nga Xô (1971-1983) Chủ nhiệm Ủy ban Kiểm tra Trung ương Đảng (1983-1988) |
| Viktor Chebrikov (1923–1999)       | 23/4/1985  | 6/3/1986   | 317 ngày        | Chủ tịch KGB (1982-1988) |
| Yegor Ligachev (sinh 1920)         | 23/4/1985  | 6/3/1986   | 317 ngày        | Bí thư Trung ương Đảng (1983-1990) Trưởng ban Công tác Tổ chức Trung ương Đảng (1983-1985) |
| Nikolai Ryzhkov (sinh 1929)        | 23/4/1985  | 6/3/1986   | 317 ngày        | Chủ tịch Hội đồng Bộ trưởng Liên Xô (1985-1991) |
| Eduard Shevardnadze (1928-2014)    | 1/7/1985   | 6/3/1986   | 248 ngày        | Bộ trưởng Bộ Ngoại giao Liên Xô (1985-1990) |

## Ủy viên dự khuyết
| Tên (sinh – mất)                | Bắt đầu    | Kết thúc   | Thời gian       | Chức vụ                                                                                              |
| ------------------------------- | ---------- | ---------- | --------------- | --- |
| Heydar Aliyev (1923–2003)       | 3/3/1981   | 22/11/1982 | 5 năm, 3 ngày   | Bí thư thứ nhất Đảng Cộng sản Azerbaijan (1969-1982)                                                 |
| Pyotr Demichev (1917–2000)      | 3/3/1981   | 6/3/1986   | 5 năm, 3 ngày   | Bộ trưởng Bộ Văn hóa Liên Xô (1974-1986)                                                             |
| Tikhon Kiselyov (1917–1983)     | 3/3/1981   | 11/1/1983  | 1 năm, 314 ngày | Bí thư thứ nhất Đảng Cộng sản Belarus (1980-1983)                                                    |
| Boris Ponomarev (1905–1995)     | 3/3/1981   | 6/3/1986   | 5 năm, 3 ngày   | Trưởng ban Quốc tế Trung ương Đảng (1957-1986)                                                       |
| Sharof Rashidov (1917–1983)     | 3/3/1981   | 31/10/1983 | 2 năm, 242 ngày | Bí thư thứ nhất Đảng Cộng sản Uzbekistan (1959-1983)                                                 |
| Mikhail Solomentsev (1913–2008) | 3/3/1981   | 26/12/1983 | 2 năm, 298 ngày | Chủ tịch Hội đồng Bộ trưởng Nga Xô (1971-1983) Chủ nhiệm Ủy ban Kiểm tra Trung ương Đảng (1983-1988) |
| Vasili Kuznetsov (1901–1990)    | 3/3/1981   | 25/2/1985  | 3 năm, 359 ngày | Phó Chủ tịch thứ nhất Đoàn Chủ tịch Xô viết Tối cao (1977-1986)                                      |
| Eduard Shevardnadze (1928–2014) | 3/3/1981   | 1/7/1985   | 4 năm, 120 ngày | Bí thư thứ nhất Đảng Cộng sản Gruzia (1972-1985)                                                     |
| Vladimir Dolgikh (sinh 1924)    | 24/5/1982  | 6/3/1986   | 3 năm, 286 ngày | Trưởng ban Luyện kim Trung ương Đảng (1976-1984) Bí thư Trung ương Đảng (1972-1988)                  |
| Vitaly Vorotnikov (1926–2012)   | 15/6/1983  | 26/12/1983 | 194 ngày        | Bí thư thứ nhất Tỉnh ủy Krasnodar (1982-1983) Thành viên chính thức Bộ Chính trị từ 1983             |
| Viktor Chebrikov (1923–1999)    | 26/10/1983 | 23/4/1985  | 1 năm, 312 ngày | Chủ tịch KGB (1982-1988) Thành viên chính thức Bộ Chính trị từ 1985                                  |
| Sergey Sokolov (1911–2012)      | 23/4/1985  | 6/3/1986   | 317 ngày        | Bộ trưởng Bộ Quốc phòng Liên Xô (1984-1987)                                                          |
| Nikolai Talyzin (1929–1991)     | 15/10/1985 | 6/3/1986   | 142 ngày        | Phó Chủ tịch Hội đồng Bộ trưởng (1985-1989)                                                          |
| Boris Yeltsin (1931–2007)       | 18/2/1986  | 6/3/1986   | 142 ngày        | Bí thư thứ nhất Thành ủy Moscow (1985-1987)                                                          |